# Gemeenschappelijk Hof van Justitie van Aruba, Curaçao, Sint Maarten en van Bonaire, Sint Eustatius en Saba
Het Gemeenschappelijk Hof van Justitie van Aruba, Curaçao, Sint Maarten en van Bonaire, Sint Eustatius en Saba oftewel Gemeenschappelijk hof van Justitie doet dienst als hof van beroep voor het Caribisch deel van het Koninkrijk der Nederlanden bestaande uit de landen Aruba, Curaçao en Sint Maarten en het gebiedsdeel Caribisch Nederland.

## Ontstaan
Het Gemeenschappelijk Hof is een van de oudste instituties van de Caribische rijksdelen en van het Koninkrijk der Nederlanden. Bij Koningsbesluit van 4 september 1868 werd het Reglement op de inrigting en zamenstelling der Regterlijke Macht in de kolonie Curaçao vastgesteld. Gelijktijdig met de invoering van het Burgerlijk Wetboek en het Wetboek van Strafrecht vond op 1 mei 1869 de invoering van het Reglement plaats. Op deze datum werden ook de leden van het Hof plechtig geïnstalleerd door gouverneur mr. A.M. de Rouville, die in 1857 als toenmalig procureur-generaal op herziening van de rechtsorganisatie had aangedrongen. De Rouville maakte bezwaar tegen de lekenrechtspraak die een bedreiging vormde voor de zelfstandigheid en onafhankelijkheid van de rechterlijke macht. Daarnaast was er vóór 1869 slechts een hof van justitie in Suriname, dat ook voor kolonie Curaçao als appèlcollege gold.
In de loop der tijd onderging het Gemeenschappelijk Hof verschillende organisatie- en naamswijzigingen. De meest ingrijpende wijzigingen in de rechterlijke organisatie vonden in 1918 en 2010 plaats. Van kantongerechten op alle eilanden, een Raad van Justitie te Sint Maarten en het Hof van Justitie te Curaçao ging men in 1918 naar een structuur gebaseerd op het optreden van de leden van het Hof als rechter in eerste aanleg en optreden van het Hof als appelinstantie. Met ingang van 10 oktober 2010 werd het Gemeenschappelijk Hof verzelfstandigd met eigen verantwoordelijkheid voor de bedrijfsvoering.

## Samenstelling

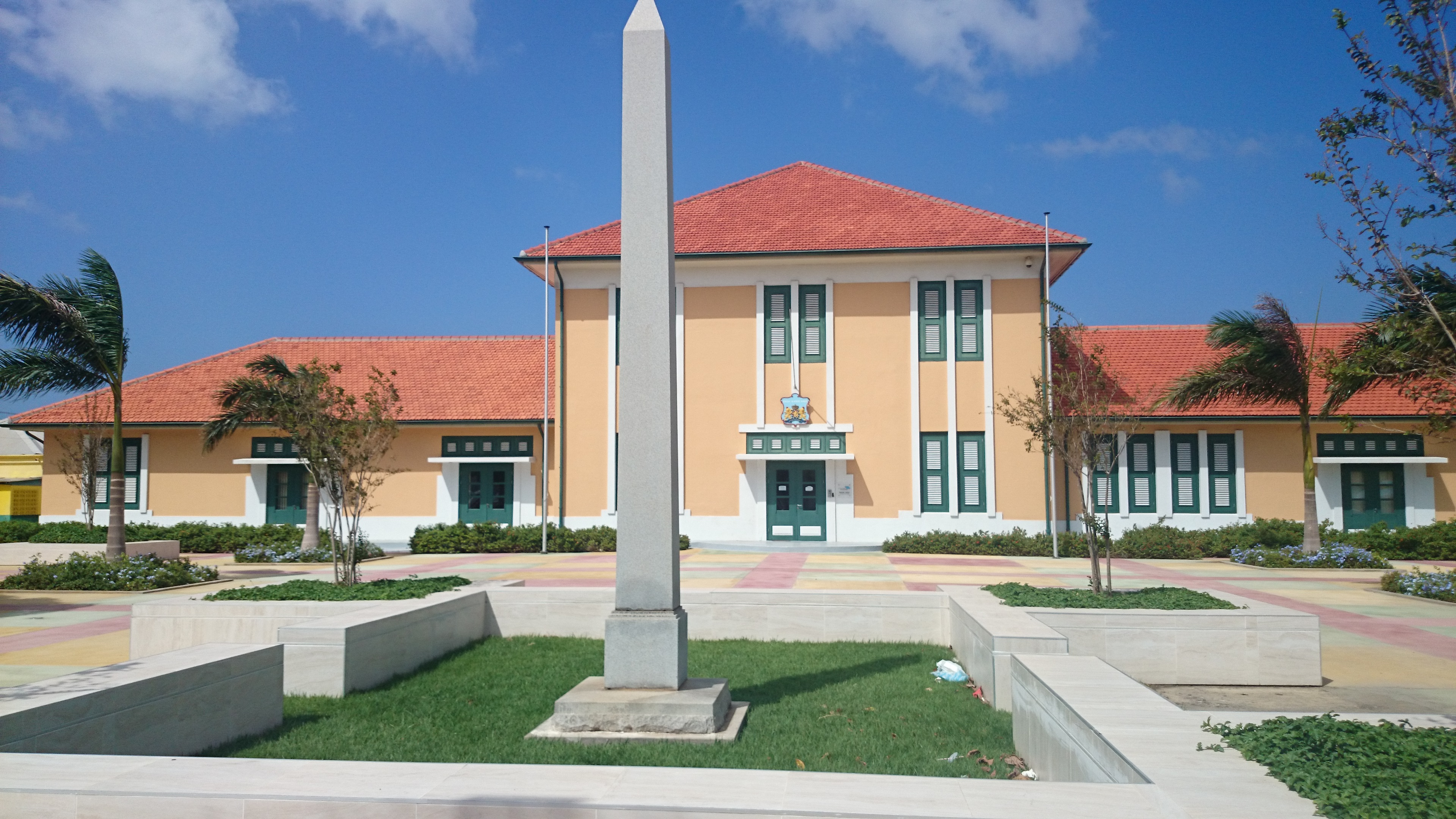
Gerechtsgebouw in Aruba (2015)

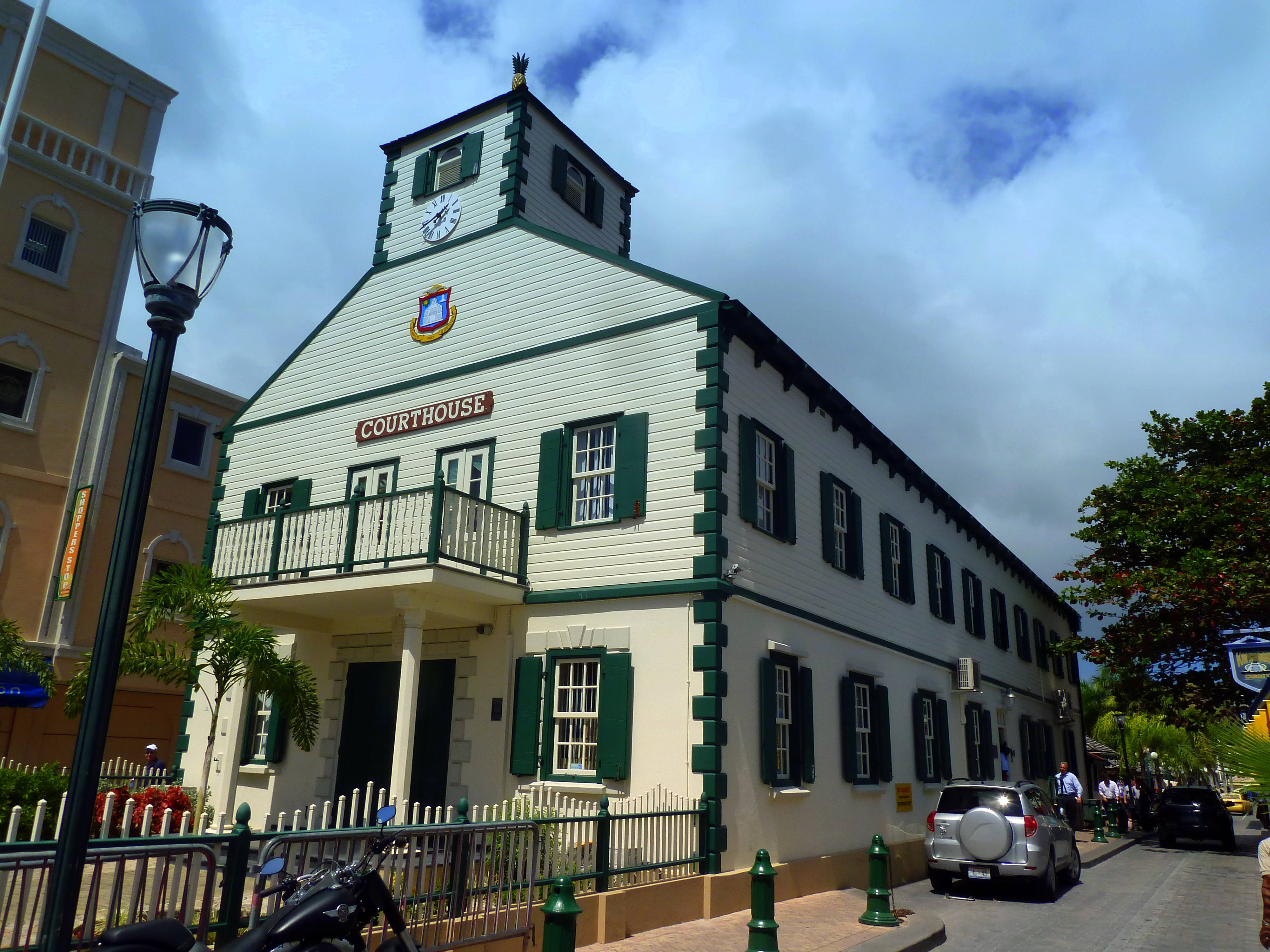
Gerechtsgebouw in Sint Maarten (2012)

Het Gemeenschappelijk Hof is samengesteld uit rechters, die tegelijkertijd bevoegd zijn om als rechter te werken in de Gerechten in Eerste Aanleg. Rechters die in eerste aanleg in een zaak hebben beslist nemen niet aan de behandeling van diezelfde zaak door het Gemeenschappelijk Hof deel. Het Hof bestaat voor de helft uit vrouwelijke leden en voor bijna de helft uit leden afkomstig van een van de zes (ei)landen. Daarnaast zijn er steeds relatief veel rechters uit Nederland, die drie tot vijf jaren in het Hof van Justitie werken voordat ze terugkeren naar hun functie in Nederland. Het is ook het beleid van het Gemeenschappelijk Hof om middels opleiding te blijven streven naar "caribisering" van de bezetting. Naast Nederlands zijn Papiaments en Engels officiële procestalen.

## Werkwijze
Het Gemeenschappelijk Hof oordeelt in hoger beroep over de vonnissen en beschikkingen van de Gerechten in Eerste Aanleg van Aruba, van Curaçao en van Sint Maarten en van Bonaire, Sint Eustatius en Saba, terwijl bepaalde zaken direct bij het hof aanhangig kunnen worden gemaakt. Het heeft daarmee overeenkomsten met Nederlandse gerechtshoven. Het Gemeenschappelijk Hof heeft vestigingen in Aruba, Bonaire, Curaçao en Sint Maarten, en kan zitting houden op elk van de eilanden. De eilanden Saba en Sint Eustatius worden bediend vanuit de vestiging in Sint Maarten. De vier Gerechten in eerste aanleg maken ook deel uit van de organisatie van het Gemeenschappelijk Hof.
In 2018 hebben bij de Gerechten in eerste aanleg in totaal 37.635 zaken gediend. Het aantal afgehandelde hoger beroep zaken bedroeg 784.

## Bestuur en toezicht
Het Gemeenschappelijk Hof heeft een algemeen bestuur dat bestaat uit een president, drie vice-presidenten (één elk voor de vestigingen Aruba, Curaçao/Bonaire en St. Maarten), en een directeur bedrijfsvoering. De president is voorzitter van het bestuur. De vicepresidenten zijn verantwoordelijk voor de algemene leiding, de organisatie en de bedrijfsvoering van de eigen vestiging. De president en de vice-presidenten zijn lid van het Gemeenschappelijk Hof; zij worden bij koninklijk besluit benoemd.
Aan de top van de organisatiestructuur staat een Beheerraad, die uit vier leden bestaat, benoemd bij koninklijk besluit op voordracht van de ministers van Justitie van Aruba, Curaçao, St. Maarten en Nederland. De beheerraad is toezichthouder op het door het bestuur gevoerde beheer en legt verantwoording af aan de ministers van Justitie.

### Lijst van hofpresidenten per aanstellingsdatum
1. 29 januari 1869- mr. P.C. Prince
2. 1 mei 1872 – mr. J.P. Smeele
3. 1 augustus 1878 – mr. S. Cohen Henriquez
4. 7 mei 1888 – mr. C.A.H. Barge
5. 11 augustus 1890 – mr. R.M. Ribbius
6. 1 januari 1903 – mr. Ph. F. de Haseth Evertsz
7. 1 mei 1923 – dr. C.S. Gorsira
8. 2 april 1929 – dr. W.C. de la Try Ellis
9. 24 februari 1934 – dr. C. Süthoff
10. 16 april 1946 – dr. F.A. Jas
11. 10 mei 1951 – mr. W.H. Ariëns
12. 4 september 1956 – mr. F.R. Dovel
13. 1 januari 1959 – mr. L.A.L. Weeber
14. 24 juni 1960 – mr. J. Zuur
15. 12 oktober 1963 – mr. W.J.M. Berger
16. 10 maart 1967 – J.C.A. Engel
17. 1 augustus 1973 – C.H. Govaerts
18. 26 juli 1975 – H.J. van Heijningen
19. 1 september 1979 - mr. J.M. Saleh
20. 1 maart 1990: mr. Meindert R. Wijnholt
21. 1 juni 1993: mr. ing. L.A.J. de Lannoy[13]
22. 1 juni 2007: mr. L.C. Hoefdraad
23. 3 juni 2013: mr. Evert Jan van der Poel
24. 1 januari 2017: mr. E.A. Saleh
25. 1 januari 2022: mr. M.J. de Kort

## Cassatierecht
Het Statuut voor het Koninkrijk der Nederlanden bepaalt dat het cassatierecht bij vonnissen van het Gemeenschappelijk Hof per rijkswet geregeld moet worden. Die wet is per 1 maart 2017 gewijzigd in de Rijkswet rechtsmacht Hoge Raad voor Aruba, Curaçao, Sint Maarten en voor Bonaire, Sint Eustatius en Saba". Deze wet bepaalt dat de Hoge Raad der Nederlanden kennisneemt van de burgerlijke zaken, strafzaken en belastingrecht waarin beroep in cassatie is ingesteld tegen uitspraken in hoger beroep van het Gemeenschappelijk Hof.
Een verschil met een cassatieprocedure in Nederland is dat wanneer een arrest van een Nederlands gerechtshof door de Hoge Raad wordt vernietigd, de zaak doorgaans naar een ander gerechtshof wordt verwezen voor een nieuwe uitspraak. Omdat het Gemeenschappelijk Hof het enige hof van Aruba, Curaçao, Sint Maarten en Caribisch Nederland is, zal de zaak bij vernietiging van het vonnis door de Hoge Raad altijd opnieuw naar het Gemeenschappelijk Hof verwezen worden.
Zie ook: Lijst van rechterlijke uitspraken (Caribisch deel van het Koninkrijk der Nederlanden)